# Molara (Insel)
Molara ist eine Insel vor der nördlichen Ostküste Sardiniens und bildet seit 1997 zusammen mit den anderen Inseln des Tavolara-Archipels und der Halbinsel Punta Coda Cavallo sowie dem umgebenden Meer das Meeresschutzgebiet Tavolara – Punta Coda Cavallo. Die zum Gemeindegebiet der Stadt Olbia rechnende Granit-Insel bedeckt bei einer Küstenlänge von rund 10 km eine Fläche von 3,411 km² und erhebt sich mit der Punta la Guardia bis auf 158 m s.l.m. Das nachweislich aus mittelalterlicher Zeit stammende Toponym ist möglicherweise von der regelmäßigen, runden Form der Insel abgeleitet, die einem Mahlstein (italienisch mola) ähnelt. Molara war seit antiker Zeit besiedelt, wurde jedoch im 20. Jahrhundert vollständig verlassen. Die sie umgebenden Gewässer im Golf von Olbia sind ein beliebtes Ziel von Touristen.

## Geografie
Molara liegt rund 2,5 km vor der Ostküste Sardiniens, rund zwei Kilometer südlich der Nachbarinsel Tavolara und zwei Kilometer nördlich des Kaps Coda Cavallo. Nächstgelegener Ort ist Porto San Polo, dennoch ist die Insel Teil des Gemeindegebiets von Olbia, dessen Zentrum rund 20 km nordwestlich liegt.
Molara ist von rundlicher Form und besteht aus dem graurosa Granit der Gallura, der sich während der Variszischen Orogenese im späten Paläozoikum gebildet hat. Die Ost- und Südostküste (Punta Falcone, Punta Levante und Punta Scirocco) sind schroff und felsig, teilweise mit bizarren Felsformationen, die durch Wind-Erosion entstanden sind. Östlich der Cala di Chiesa erhebt sich zum Beispiel der ‚Dinosaurier-Felsen‘ (scoglio del dinosauro). Zwischen den Buchten Cala Chiesa an der Nordküste und Cala spagnola im Westen ist die Küste zugänglicher und weist einige Strandabschnitte auf, in denen eiszeitlicher Sand und Sandstein vorkommen.
Südwestlich der Insel liegen die so genannten piscine di Molara, ein durch weiße Sandablagerungen am Grund (Äolisches Sediment) türkis leuchtendes Flachwassergebiet, das von Touristen und Seglern zum Schnorcheln und Baden aufgesucht wird.
Zwei Erhebungen prägen die Topografie: Eine Hügelkette mit der Punta La Guardia als höchster Erhebung (158 Meter Seehöhe) entlang der Südküste der Insel und der Monte Castello (‚Burgberg‘) über der Nordwestküste, der sich auf 146 Meter erhebt.

### Flora und Fauna
Obwohl die Insel felsig und unwegsam ist, gibt es Süßwasserquellen, die Menschen die Besiedlung und die Kultivierung von Getreide, Obst und Gemüse ermöglichten.

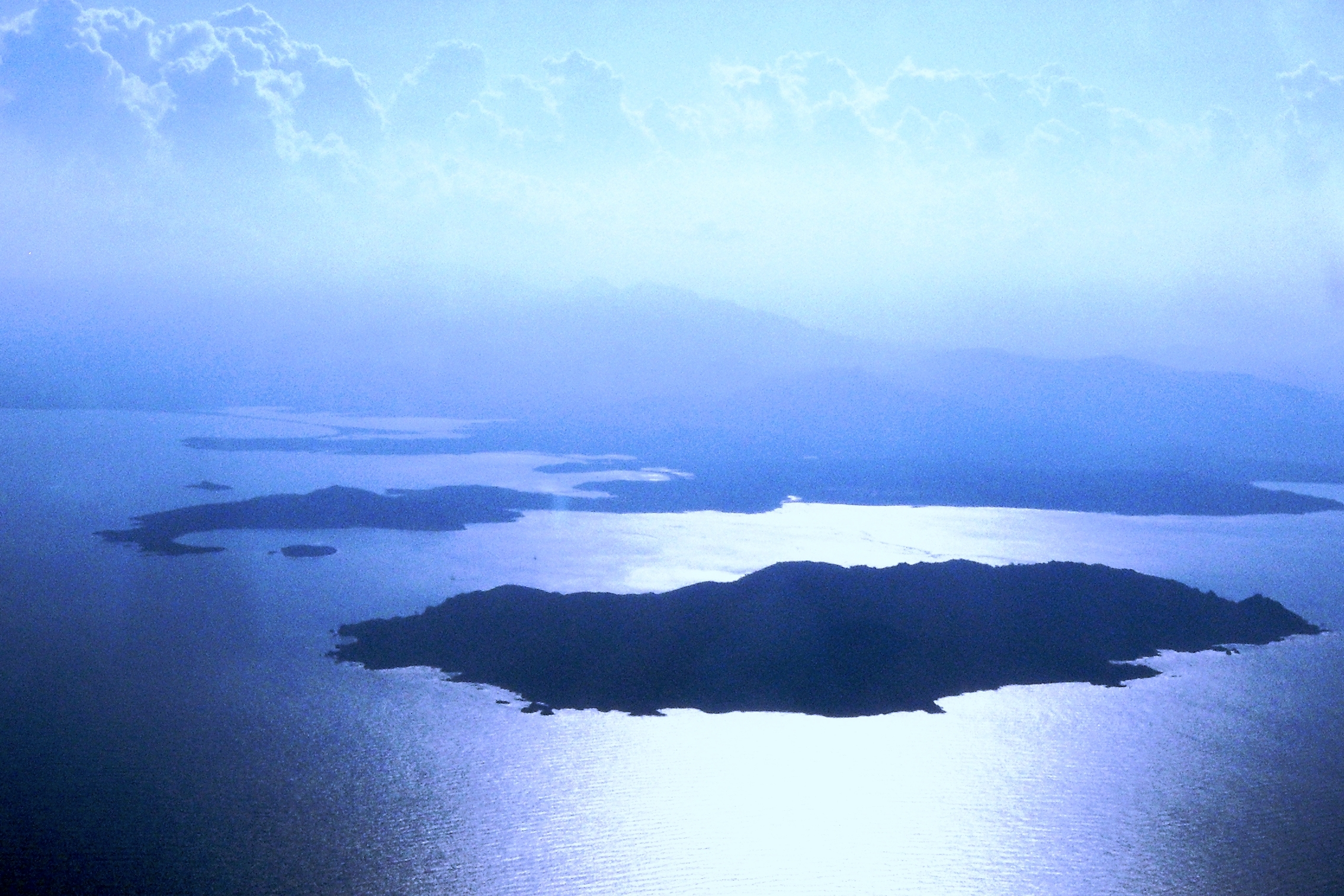
Blick von Norden auf Molara und Punta Coda Cavallo
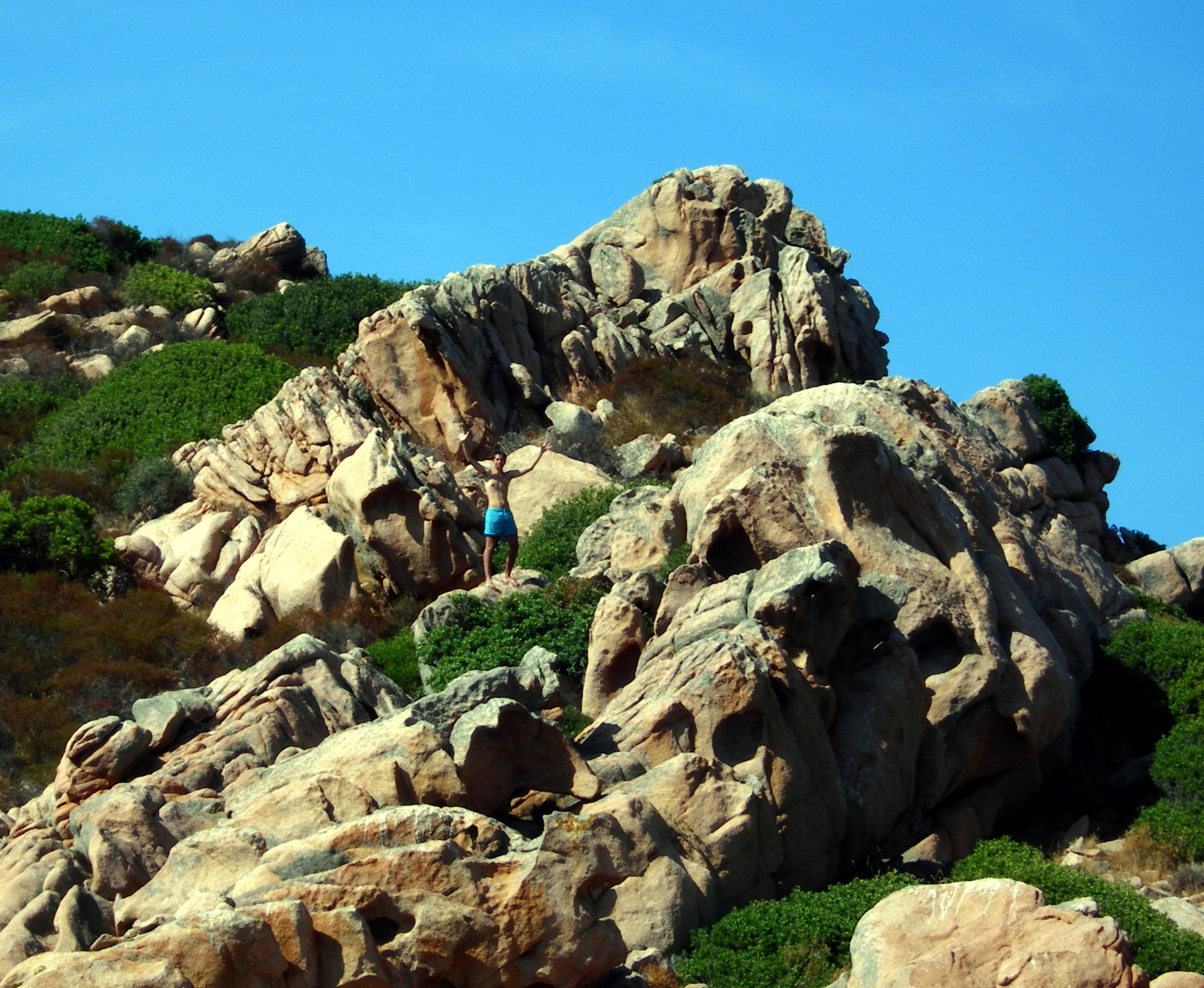
Granitfelsen über der Südküste
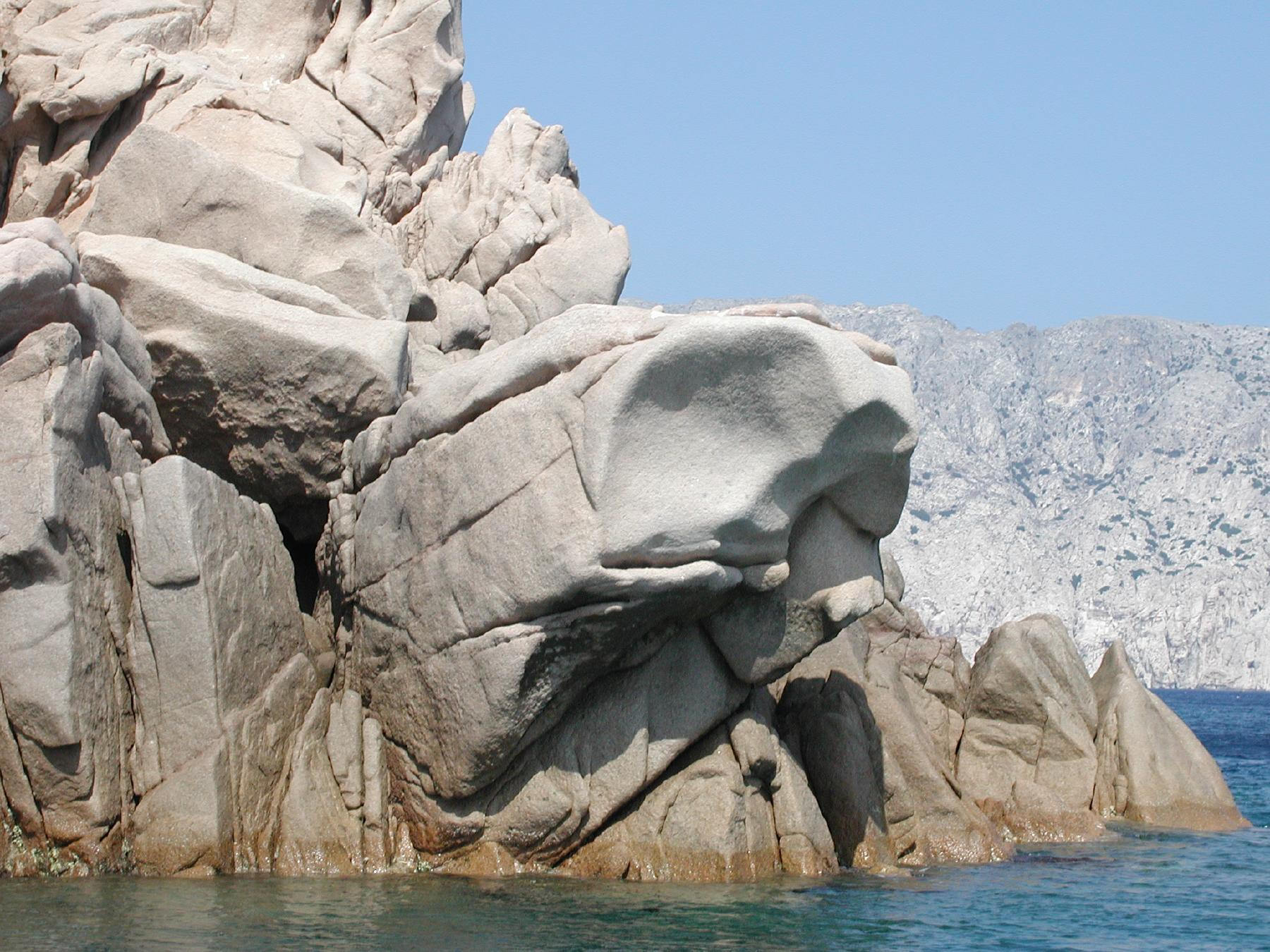
Felsenküste im Südosten
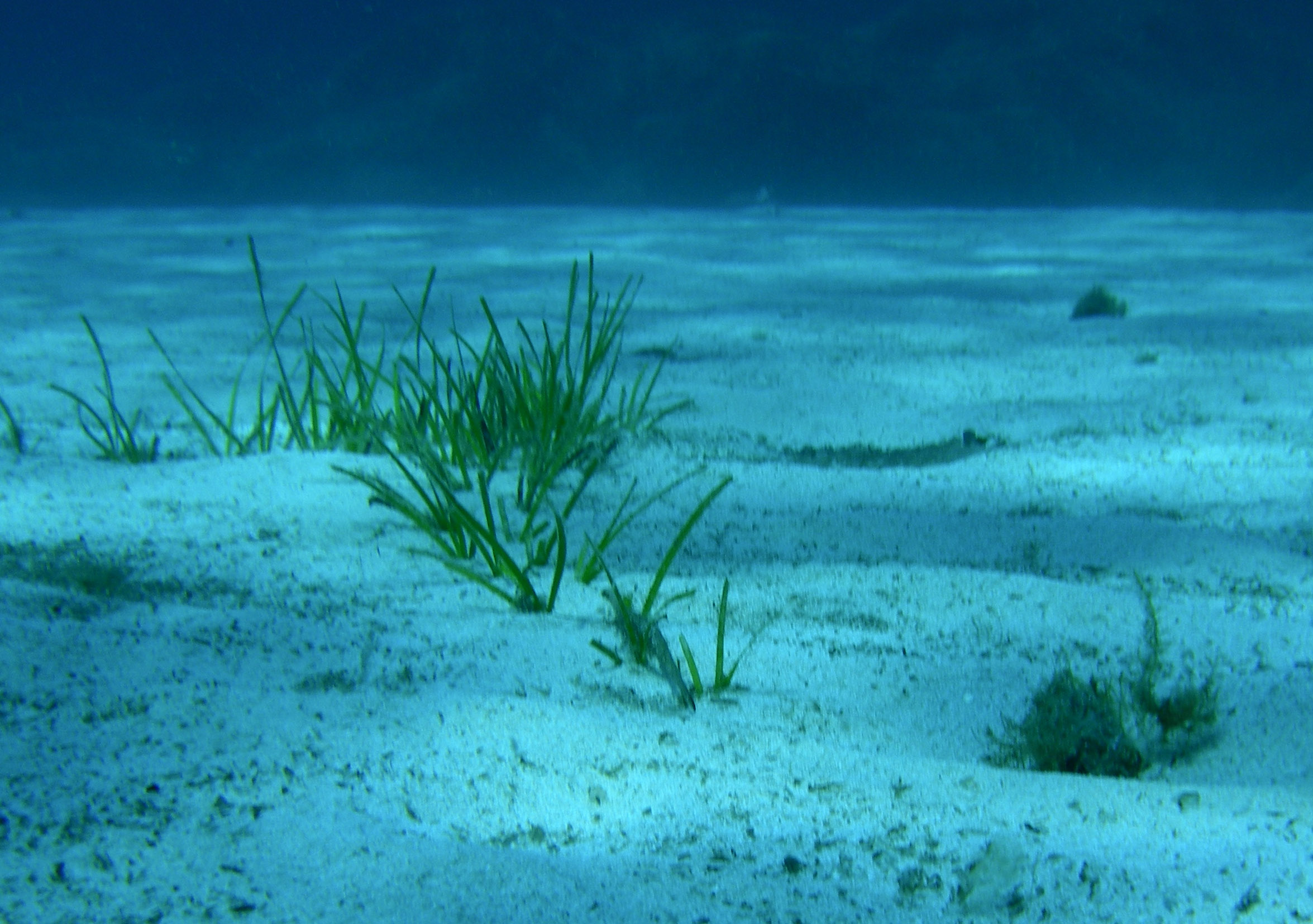
Meeresboden der Piscine di Molara

Der Pflanzenbewuchs Molaras besteht insbesondere nahe der Küste aus einer reichhaltigen Flora aus mediterraner Macchia und ist geprägt durch Ölbäume, Mastixsträucher und Zistrosen. Insgesamt konnten knapp 400 Pflanzenarten auf der Insel registriert werden, hinzu kommen rund 80 verschiedene Moose. Im Inselinneren sind außerdem einige der Kultivierung durch den Menschen geschuldete Kulturpflanzen vorhanden, wobei insbesondere nach der Aufgabe der Insel durch ihre Betreiber Mitte des 20. Jahrhunderts einige Arten, besonders Gräser, wieder verschwunden sind.
Die einzigen Säugetiere der Insel wurden durch den Menschen eingeführt: Noch etwa 30 Rinder und rund 80 Ziegen leben – seit etwa 2000 ohne menschliche Hege – auf der Insel. Die zahlreichen Ratten, die vor allem die Brut des auf der Insel nistenden Mittelmeer-Sturmtauchers regelmäßig vollständig vernichteten, wurden 2008 durch ein Programm der Verwaltung des Meeresschutzgebiets ausgerottet. Zehn Reptilienarten wurden auf Molara gezählt, darunter mehrere Eidechsen- und drei Schildkrötenarten, Europäischer Blattfingergecko, Gefleckter Walzenskink und Italienische Erzschleiche; die einzige vorkommende Schlangenart ist die Gelbgrüne Zornnatter.
Auf der Insel nisten 25 Vogelarten, davon drei Arten, die als gefährdet eingeschätzt werden, neben dem Mittelmeer-Sturmtaucher (2007 mit etwa 300–600 Brutpaaren, die größte Kolonie im Mittelmeerraum) nisten Krähenscharbe und Korallenmöwe (unter hundert Brutpaare).

## Geschichte
Bis heute ist keine prähistorische Besiedlung der Insel nachgewiesen. Sie wird mit dem bei Ptolemäus beschriebenen Buccina (zu lat. buccina, Name einer Purpurschnecke) identifiziert. Als sardischer Name ist Salzai bzw. Salsai überliefert. Zur Zeit des frühen Christentums soll im Jahr 235 der Papst Pontianus zusammen mit dem Heiligen Hippolyt von Rom auf diese Insel ins Exil geschickt worden und beide hier verstorben sein. Auf kirchlichen Karten erscheint die Insel daher auch als Insula Pontiana. Im nordwestlichen Teil der Insel in der Nähe der Bucht Cala Chiesa befinden sich die Reste einer mittelalterlichen, einschiffigen Kirche romanischen Stils, die dem Heiligen Pontianus geweiht war. Diese Kirche, deren originale Titulatur unbekannt ist, ähnelt anderen Kirchen dieses Typs der Gallura, wie San Leonardo in Balaiana bei Luogosanto im Innern der Insel. Um diese Kirche befinden sich Überreste einer mittelalterlichen Siedlung namens Gurgurai oder Gurguray. Etwas höher gelegen befinden sich die Mauerreste einer Burg, deren Entstehungszeit nicht vollständig gesichert ist, die aber wahrscheinlich zwischen dem 7. und 10. Jahrhundert zum Schutz vor Sarazenen-Angriffen angelegt wurde. Im 15. Jahrhundert ist die Existenz eines Nonnenklosters bezeugt. Um die Mitte des 19. Jahrhunderts wird noch von „wenigen Einwohnern“ berichtet. In der Neuzeit war die Insel im Besitz der Familie Tamponi; etwa um die Wende zum 20. Jahrhundert kultivierten die Besitzer Weizen, Wein, Kakibäume, Tomaten, Bohnen und Wassermelonen und züchteten Rinder, Schafe und Ziegen. Die Reste der Villa dieser Familie südlich der Punta la Guardia sind noch vorhanden. Nach dem Zweiten Weltkrieg wurde die Bewirtschaftung der Insel aufgegeben und die Einwohner verließen sie endgültig; immer noch leben Schafe und Kühe auf der Insel, die noch bis etwa 2000 durch eine örtliche Familie betreut wurden.

Panoramabild von Capo Coda Cavallo, Molara und Tavolara links im Bild